# Dispositivo de Internet Móvel

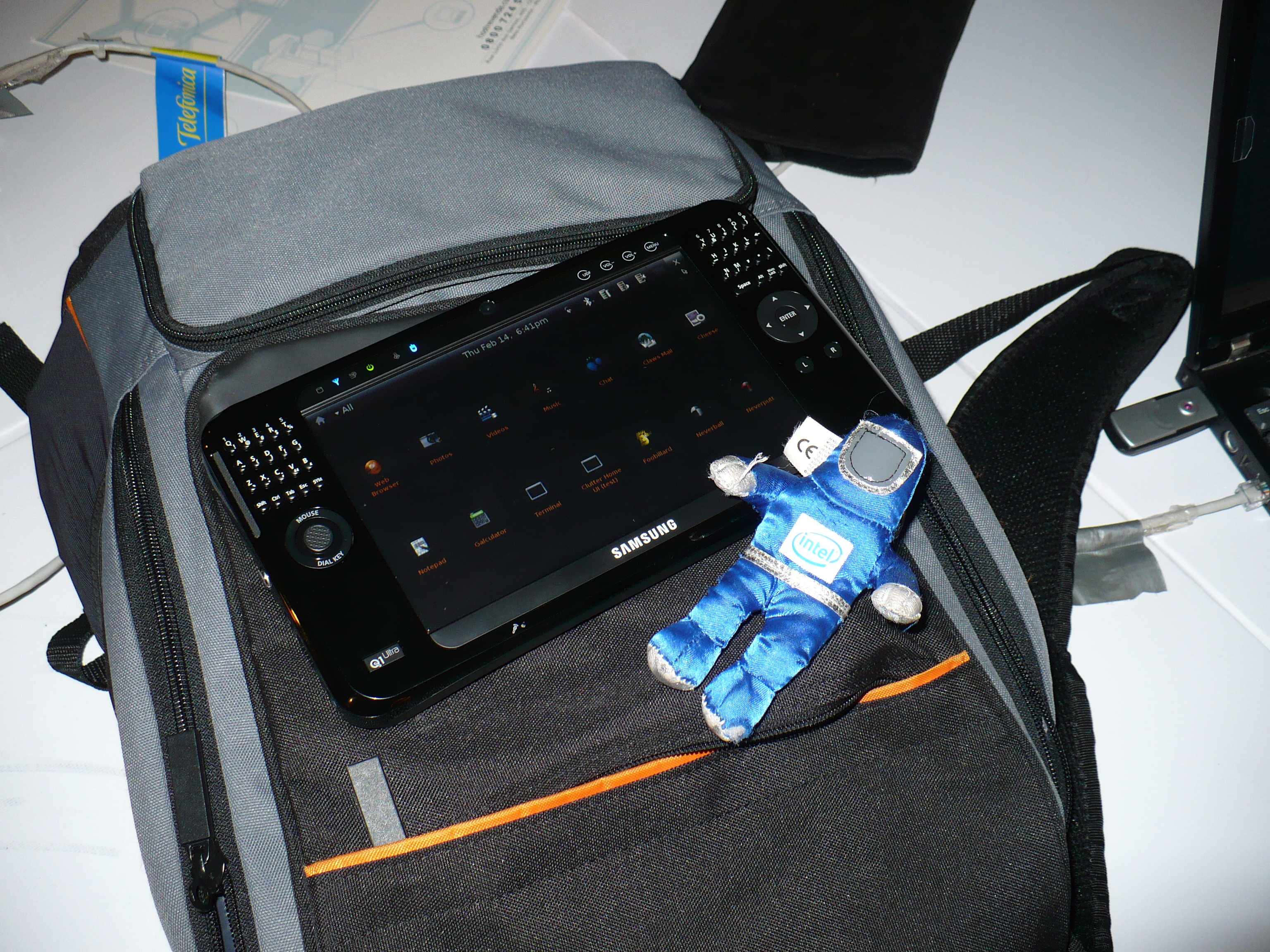

Um dispositivo de internet móvel (em inglês:  MID) é um dispositivo móvel com suporte a multimídia, fornecendo acesso sem fios a internet.  ELes são projetados para entreter, informar e fornecer serviços regionalizados para uso pessoal, mais do que para uso corporativo. Eles permitem compartilhamento de comunicação em 2 sentidos e compartilhamento em tempo real. MIDs são maiores do que smartphones mas menores do que Ultra Mobile PC (UMPC).[carece de fontes?] Eles foram descritos como um nicho preenchido entre smartphones e Tablet PCs. Eles são uma boa maneira de se manter em contato com outros remotamente, sem cabos.